# Alice Tumler
Alice Tumler (n. 11 noiembrie 1978, Innsbruck, Austria) este o prezentatoare TV din Austria.

## Cariera
Născută în Innsbruck, Alice Tumler este cu adevărat internațională: este fiica unei mame franceze și a unui tată australian cu origini italiano-slovene. La vârsta de 19 ani s-a mutat la Londra, unde a studiat jurnalismul, media și sociologia, apoi s-a mutat la Paris, unde a urmat cursuri de teatru la Cours Florent.
Cariera sa prezentatoare TV a început în 2004, la canalul muzical francez TraceTV. A mai lucrat și la rețeaua TV franco-germană Arte și la canalul național francez France 3. În 2010 a concurat în cadrul unui show foarte cunoscut din Franța, "Thalassa", devenind destul de populară.
Din 2013, împreună cu Andi Knoll ea conduce show-ul de talente Die große Chance, de pe ORF.
În mai 2015 a prezentat Eurovision 2015 alături de Mirjam Weichselbraun și Arabella Kiesbauer, pe Wiener Stadthalle, în Viena, Austria.
Alice vorbește fluent patru limbi străine: germana, engleza, franceza și italiana, și are cunoștințe de spaniolă și portugheză. Este mama unei fete.